# Нтибантунганья, Сильвестр
Сильвестр Нтибантунганья (рунди и фр. Sylvestre Ntibantunganya; род. 8 мая 1956, Джишуби, провинция Гитега) — государственный и политический деятель Бурунди, президент Бурунди в 1994—1996.

## Биография
Этнический хуту. В 1993 на короткое время занял пост министра иностранных дел, спикер Национальной ассамблеи Бурунди с декабря 1993 по 1 октября 1994. С гибелью президента Нтарьямиры стал президентом Бурунди, 25 июля 1996 был смещён с поста в результате военного переворота, организованного Пьером Буйоя.
В настоящее время как бывший глава государства является пожизненным сенатором.